# Хлоральгидрат
Хлоральгидрат (2,2,2-трихлорэтандиол-1,1) — геминальный двухатомный спирт, продукт гидратации хлораля, откуда и получил своё название. Ранее использовался как седативное и снотворное средство. Представляет собой бесцветные кристаллы. Впервые получен в 1832 году Юстусом Либихом при хлорировании этанола.

## Физические свойства
Бесцветные прозрачные кристаллы или мелкокристаллический порошок с характерным острым запахом и слегка горьковатым своеобразным вкусом. Очень легко растворим в воде, ацетоне, этаноле и диэтиловом эфире, малорастворим в бензоле, пиридине и сероуглероде в воде, диэтиловом эфире и спирте.
На воздухе медленно улетучивается. Гигроскопичен.

## Получение
Получают хлорированием этанола в кислом растворе, на первом этапе образуется трихлоруксусный альдегид (хлораль):
{\displaystyle {\mathsf {C_{2}H_{5}OH+4Cl_{2}\rightarrow CCl_{3}CHO+5HCl}}}
Затем хлораль гидролизуется с образованием хлоральгидрата:
{\displaystyle {\mathsf {CCl_{3}CHO+H_{2}O\rightarrow CCl_{3}CH(OH)_{2}}}}
Интересно, что хлоральгидрат — одно из немногих органических соединений, существование которых противоречит правилу Эрленмейера — нестабильности 1,1-диолов. Обычно, при образовании двух гидроксильных групп у одного атома углерода в процессе какой-либо реакции приводит к отщеплению молекулы воды. Но влияние трёх атомов хлора у соседнего атома углерода стабилизирует молекулу хлоральгидрата.

## Применение в органическом синтезе
Взаимодействие хлоральгидрата с анилином и гидроксиламином является препаративным методом синтеза изатина:
Реакции хлоральгидрата с цианидами, в отличие от реакций менее электрондефицитных альдегидов, не приводят к циангидринам, а ведут к образованию производных дихлоруксусной кислоты, что используется в их препаративном синтезе.
Так, взаимодействие хлоральгидрата с водным раствором цианида натрия в присутствии карбоната кальция ведет к образованию раствора дихлорацетата, из которого дихлоруксусную кислоту выделяют подкислением и дальнейшей экстракцией эфиром, выходы составляют 88-92 %:
{\displaystyle {\mathsf {CCl_{3}CH(OH)_{2}+CN^{-}\rightarrow CHCl_{2}COO^{-}}}}
Реакция эфирного раствора хлоральгидрата с раствором цианида калия в концентрированном водном растворе аммиака используется как метод синтеза дихлорацетамида, выходы — 65-78 %:
{\displaystyle {\mathsf {CCl_{3}CH(OH)_{2}+KCN+NH_{3}\rightarrow CHCl_{2}CONH_{2}}}}
Хлоральгидрат используется в качестве промежуточного продукта в синтезе хлороформа:
{\displaystyle {\mathsf {CCl_{3}CH(OH)_{2}+M^{+}OH^{-}\rightarrow CHCl_{3}+HCOOM+H_{2}O}}}

## Медицинское применение
Хлоральгидрат (фармакопейное название — хлоралгидрат, Chlorali hydras, синонимы: Aquachloral, Chloradorm, Chloraldurat, Chloral hydrate, Chloratol, Dormel, Dormiben, Hydral, Lorinal, Lycoral, Medianox, Noctec, Nycoton, Somnos, Sorosil) стал одним из первых синтетических снотворных и седативных средств: его физиологическое действие было описано в 1869 г., благодаря простоте синтеза и дешевизне он использовался в медицинской практике второй половины XIX — первой половины XX вв., после чего был в значительной степени вытеснен другими препаратами. Вместе с тем, хлоральгидрат до сих пор используется в медицинской практике и входит в список препаратов Всемирной организации здравоохранения, использующихся при анестезии.

### Общая информация
Успокаивающее, снотворное и анальгезирующее средство; в больших дозах, близких к токсическим, обладает наркотическими свойствами. Оказывает сложное влияние на ЦНС; в малых дозах вызывает ослабление тормозных процессов, в больших — понижение процессов возбуждения; токсические дозы сильно угнетают возбудимость нервных клеток.
В настоящее время редко применяется в качестве успокаивающего (у взрослых — по 0,2—0,5 г на приём) или снотворного (по 0,5—1 г) средства. Детям в зависимости от возраста и показаний назначают по 0,05—0,75 г на приём. Принимают внутрь или вводят в клизмах в разбавленном виде с обволакивающими веществами (ввиду раздражающего действия на слизистую оболочку желудка и кишечника). Препарат быстро всасывается. Сон наступает через 15—20 мин, продолжается 6—8 ч; часто сопровождается понижением АД; возможна рвота.
Чаще хлоралгидрат используется при психическом возбуждении и как противосудорожное средство при спазмофилии, столбняке и т. п.
Применяют также у детей для интенсивной терапии судорожного статуса. Детям в возрасте до 5 лет назначают в клизме 15—20 мл 2 % раствора, детям старшего возраста — 40—60 мл 3 % раствора. При необходимости вводят через 1—2 ч половинную дозу. Одновременно назначают фенобарбитал и фенитоин.
Высшие дозы для взрослых внутрь и в клизме; разовая 2 г, суточная 6 г.
При длительном применении возможно привыкание.
Входит в состав зубных капель «Дента».
Rp.: Chlorali hydratis 1, 0
Mucilaginis Amyli
Aq. destill. аа 25 ml
M.D.S. На одну клизму (взрослым)

### Противопоказания
Противопоказан при тяжёлых заболеваниях сердечно-сосудистой системы, печени и почек.

### Форма выпуска
Форма выпуска: порошок.

### Хранение
В хорошо укупоренной таре, предохраняющей от действия света, в прохладном месте.

## Немедицинское применение
Хлоральгидрат также используется ради опьянения. Злоупотребление хлоральгидратом называется хлорализмом или хлораломанией (от др.-греч. χλωρός и μανία «страсть, безумие, влечение»), и относится к формам токсикомании.

## Метаболизм
В организме хлоральгидрат метаболизируется до 2,2,2-трихлорэтанола, который в виде конъюгата с глюкуроновой кислотой (глюкуронида) выводится с мочой, и трихлоруксусной кислоты.